# Albert Planelles i Vellvé
Albert Planelles i Vellvé (Barcelona, 14 de desembre de 1955) és un poeta català.
Llicenciat en Història moderna i contemporània a la Universitat Autònoma de Barcelona, Catedràtic de Llengua i Literatura Catalanes a l'Institut Montserrat de Barcelona.
És coautor de diverses antologies didàctiques de poesia i narrativa, així com també d'alguns llibres de text de batxillerat. Malgrat escriure des dels divuit, no va començar a publicar fins passats els cinquanta. Està jubilat des de desembre de 2015.

## Obres[1][2]

### Poesia
- Converses amagades (Barcelona: Parnass Edicions, 2012)
- El camí que desa les hores (Barcelona: Témenos Edicions, 2013)
- Els ulls de l'ombra (Barcelona: Témenos Edicions, 2015)
- Raig (Barcelona: Témenos Edicions, 2018)
- La fortalesa del gram (Barcelona: Témenos Edicions, 2019)[1]
- Bastides inestables (Barcelona: Témenos Edicions, 2023)[4]

### Antologies
- La terra Sagna: l'1 d'Octubre dels poetes (diversos autors) (Berga: Edicions de l'Albí, 2018)
- Versos de acogida / Versos d'acollida (diversos autors) (Barcelona: Barcelonaactua, 2018)[5]
- Racó poètic. Poemario solidario multilingue (diversos autors) (Barcelona, Escribe, 2020)

### Prosa
Dietaris
- Quadern de nit (Barcelona: Témenos Edicions, 2017)
- Silenci amb ocells (Barcelona, Témenos Edicions, 2021)